# Coupe du monde de biathlon 1999-2000
Navigation
Édition précédente Édition suivante
La 23e édition de la Coupe du monde de biathlon débute 2 décembre 1999 à Hochfilzen et se conclut 19 mars 2000 à Khanty-Mansiïsk. Le circuit comprend neuf destinations européennes. Les championnats du monde (comptants également pour la Coupe du monde) ont lieu à Oslo (Norvège) du 19 février au 27 février 2000 et à Lahti, le 11 mars 2000 (pour le relais). Raphaël Poirée remporte cette année son premier gros globe de cristal, alors que Magdalena Forsberg obtient son quatrième globe de suite.

## Globes de cristal et titres mondiaux
| Disciplines       | Globes de cristal    | Champions du monde |
| ----------------- | -------------------- | ------------------ |
| Général           | Raphaël Poirée       |                    |
| Coupe des Nations | Allemagne            |                    |
| Individuel        | Frank Luck           | Wolfgang Rottmann  |
| Sprint            | Ole Einar Bjørndalen | Pavel Rostovtsev   |
| Poursuite         | Ole Einar Bjørndalen | Frank Luck         |
| Départ Groupé     | Raphaël Poirée       | Raphaël Poirée     |
| Relais            | Norvège              | Russie             |

| Disciplines       | Globes de cristal  | Championnes du monde |
| ----------------- | ------------------ | -------------------- |
| Général           | Magdalena Forsberg |                      |
| Coupe des Nations | Allemagne          |                      |
| Individuel        | Magdalena Forsberg | Corinne Niogret      |
| Sprint            | Magdalena Forsberg | Liv Grete Skjelbreid |
| Poursuite         | Magdalena Forsberg | Magdalena Forsberg   |
| Départ Groupé     | Galina Kukleva     | Liv Grete Skjelbreid |
| Relais            | Russie             | Russie               |

### Classements généraux
Le classement général prend en compte les vingt et un meilleurs résultats de chaque biathlète.
| Rang | Nom                  | Pays        | Points |
| ---- | -------------------- | ----------- | ------ |
| 1    | Raphaël Poirée       | France      | 470    |
| 2    | Ole Einar Bjørndalen | Norvège     | 448    |
| 3    | Sven Fischer         | Allemagne   | 434    |
| 4    | Pavel Rostovtsev     | Russie      | 384    |
| 5    | Frank Luck           | Allemagne   | 379    |
| 6    | Frode Andresen       | Norvège     | 376    |
| 7    | Vadim Sachourine     | Biélorussie | 338    |
| 8    | Ricco Groß           | Allemagne   | 316    |
| 9    | Peter Sendel         | Allemagne   | 305    |
| 10   | Wolfgang Rottmann    | Autriche    | 304    |

| Rang | Nom                   | Pays      | Points |
| ---- | --------------------- | --------- | ------ |
| 1    | Magdalena Forsberg    | Suède     | 510    |
| 2    | Olena Zubrilova       | Ukraine   | 424    |
| 3    | Corinne Niogret       | France    | 411    |
| 4    | Galina Kukleva        | Russie    | 389    |
| 5    | Andrea Henkel         | Allemagne | 378    |
| 6    | Svetlana Ichmouratova | Russie    | 371    |
| 7    | Martina Zellner       | Allemagne | 353    |
| 8    | Uschi Disl            | Allemagne | 349    |
| 9    | Olena Petrova         | Ukraine   | 319    |
| 10   | Katrin Apel           | Allemagne | 286    |

## Calendrier et podiums

### Femmes
| 1. Hochfilzen (2 décembre 1999 - 5 décembre 1999) |                     |                                                                                                  |                                                                                   |                                                                                     |
| Date                                              | Épreuve             | Vainqueur                                                                                        | Seconde                                                                           | Troisième                                                                           |
| 3/12/1999                                         | Individuel (15 km)  | Galina Koukleva                                                                                  | Magdalena Forsberg                                                                | Corinne Niogret                                                                     |
| 4/12/1999                                         | Poursuite (10 km)   | Corinne Niogret                                                                                  | Albina Akhatova                                                                   | Magdalena Forsberg                                                                  |
| 5/12/1999                                         | Relais (4 × 7,5 km) | Norvège- Gro Istad-Kristiansen - Ann-Elen Skjelbreid - Liv Grete Poirée - Gunn Margit Andreassen | Allemagne- Uschi Disl - Simone Greiner-Petter-Memm - Katja Beer - Martina Zellner | Russie- Maria Strelenko - Galina Koukleva - Svetlana Tchernousova - Albina Akhatova |

| 2. Pokljuka (8 décembre 1999 - 12 décembre 1999) |                     |                                                                                     |                                                                                     |                                                                                  |
| Date                                             | Épreuve             | Vainqueur                                                                           | Seconde                                                                             | Troisième                                                                        |
| 9/12/1999                                        | Sprint (7,5 km)     | Magdalena Forsberg                                                                  | Maria Strelenko                                                                     | Corinne Niogret                                                                  |
| 10/12/1999                                       | Poursuite (10 km)   | Olena Zubrilova                                                                     | Magdalena Forsberg                                                                  | Tetyana Vodopyanova                                                              |
| 12/12/1999                                       | Relais (4 × 7,5 km) | Russie- Albina Akhatova - Galina Koukleva - Maria Strelenko - Svetlana Ichmouratova | Ukraine- Olena Zubrilova - Olena Petrova - Natalia Tereshenko - Tetyana Vodopyanova | Bulgarie- Pavlina Filipova - Irina Nikoultchina - Radka Popova - Iva Karagiozova |

| 3. Brezno-Osrblie → Pokljuka (15 décembre 1999 - 19 décembre 1999) |                      |                       |                       |                    |
| Date                                                               | Épreuve              | Vainqueur             | Seconde               | Troisième          |
| 16/12/1999                                                         | Individuel (15 km)   | Uschi Disl            | Svetlana Ichmouratova | Pavlina Filipova   |
| 18/12/1999                                                         | Sprint (7,5 km)      | Gro Istad-Kristiansen | Olena Petrova         | Irina Nikoultchina |
| 19/12/1999                                                         | Mass Start (12,5 km) | Andrea Henkel         | Svetlana Ichmouratova | Olena Petrova      |

| 4. Oberhof (5 janvier 2000 - 9 janvier 2000) |                     |                                                                                            |                                                                  |                                                                                |
| Date                                         | Épreuve             | Vainqueur                                                                                  | Seconde                                                          | Troisième                                                                      |
| 5/01/2000                                    | Sprint (7,5 km)     | Olena Petrova                                                                              | Emmanuelle Claret                                                | Nathalie Santer                                                                |
| 7/01/2000                                    | Poursuite (10 km)   | Olena Petrova                                                                              | Magdalena Forsberg                                               | Svetlana Ichmouratova                                                          |
| 8/01/2000                                    | Relais (4 × 7,5 km) | Russie- Olga Medvedtseva - Galina Koukleva - Svetlana Tchernousova - Svetlana Ichmouratova | Allemagne- Uschi Disl - Katrin Apel - Katja Beer - Andrea Henkel | France- Sylvie Becaert - Emmanuelle Claret - Delphyne Burlet - Corinne Niogret |

| 5. Ruhpolding (12 janvier 2000 - 16 janvier 2000) |                         |                                                                       |                                                                                            |                                                                           |
| Date                                              | Épreuve                 | Vainqueur                                                             | Seconde                                                                                    | Troisième                                                                 |
| 12/01/2000                                        | Départ Groupé (12,5 km) | Galina Koukleva                                                       | Magdalena Forsberg                                                                         | Olena Petrova                                                             |
| 14/01/2000                                        | Relais (4 × 7,5 km)     | Allemagne- Uschi Disl - Katrin Apel - Andrea Henkel - Martina Zellner | Russie- Olga Medvedtseva - Galina Koukleva - Svetlana Tchernousova - Svetlana Ichmouratova | Ukraine- Irina Merkushina - Olena Petrova - Nina Lemesh - Olena Zubrilova |
| 15/01/2000                                        | Sprint (7,5 km)         | Nathalie Santer                                                       | Katrin Apel                                                                                | Olga Medvedtseva                                                          |
| 16/01/2000                                        | Poursuite (10 km)       | Martina Zellner                                                       | Corinne Niogret                                                                            | Magdalena Forsberg                                                        |

| 6. Antholz Anterselva (20 janvier 2000 - 23 janvier 2000) |                     |                                                                         |                                                                                      |                                                                           |
| Date                                                      | Épreuve             | Vainqueur                                                               | Seconde                                                                              | Troisième                                                                 |
| 21/01/2000                                                | Sprint (7,5 km)     | Martina Beck                                                            | Martina Zellner                                                                      | Andrea Henkel                                                             |
| 22/01/2000                                                | Poursuite (10 km)   | Andrea Henkel                                                           | Galina Koukleva                                                                      | Magdalena Forsberg                                                        |
| 23/01/2000                                                | Relais (4 × 7,5 km) | Allemagne- Andrea Henkel - Martina Beck - Katrin Apel - Martina Zellner | Russie- Olga Medvedtseva - Galina Koukleva - Maria Strelenko - Svetlana Ichmouratova | Ukraine- Irina Merkushina - Olena Petrova - Nina Lemesh - Olena Zubrilova |

| 7. Östersund (11 février 2000 - 13 février 2000) |                   |                 |                       |                         |
| Date                                             | Épreuve           | Vainqueur       | Seconde               | Troisième               |
| 12/02/2000                                       | Sprint (7,5 km)   | Galina Koukleva | Svetlana Ichmouratova | Florence Baverel-Robert |
| 13/02/2000                                       | Poursuite (10 km) | Martina Beck    | Svetlana Tchernousova | Svetlana Ichmouratova   |

|                                                                                    |                         |                                                                                      |                                                                       |                                                                              |
| Championnats du monde 2000 à Oslo Holmenkollen (19 février 2000 - 27 février 2000) |                         |                                                                                      |                                                                       |                                                                              |
| Date                                                                               | Épreuve                 | Vainqueur                                                                            | Seconde                                                               | Troisième                                                                    |
| 19/2/2000                                                                          | Sprint (7,5 km)         | Liv Grete Poirée                                                                     | Katrin Apel                                                           | Martina Zellner                                                              |
| 20/2/2000                                                                          | Poursuite (10 km)       | Magdalena Forsberg                                                                   | Uschi Disl                                                            | Florence Baverel-Robert                                                      |
| 22/2/2000                                                                          | Individuel (15 km)      | Corinne Niogret                                                                      | Yu Shumei                                                             | Magdalena Forsberg                                                           |
| 25/2/2000                                                                          | Relais (4 × 7,5 km)     | Russie- Olga Medvedtseva - Svetlana Tchernousova - Galina Koukleva - Albina Akhatova | Allemagne- Uschi Disl - Katrin Apel - Andrea Henkel - Martina Zellner | Ukraine- Olena Zubrilova - Olena Petrova - Nina Lemesh - Tetyana Vodopyanova |
| 26/2/2000                                                                          | Départ Groupé (12,5 km) | Liv Grete Poirée                                                                     | Galina Koukleva                                                       | Corinne Niogret                                                              |
|                                                                                    |                         |                                                                                      |                                                                       |                                                                              |

| 8. Lahti (9 mars 2000 - 12 mars 2000) |                     |                                                                       |                                                                                      |                                                                           |
| Date                                  | Épreuve             | Vainqueur                                                             | Seconde                                                                              | Troisième                                                                 |
| 9/03/2000                             | Individuel (15 km)  | Olena Zubrilova                                                       | Andrea Henkel                                                                        | Magdalena Forsberg                                                        |
| 10/03/2000                            | Relais (4 × 7,5 km) | Allemagne- Uschi Disl - Katrin Apel - Andrea Henkel - Martina Zellner | Russie- Olga Medvedtseva - Svetlana Tchernousova - Galina Koukleva - Albina Akhatova | Ukraine- Olena Zubrilova - Olena Petrova - Nina Lemesh - Irina Merkushina |
| 12/03/2000                            | Poursuite (10 km)   | Olena Zubrilova                                                       | Magdalena Forsberg                                                                   | Andrea Henkel                                                             |

| 9. Khanty-Mansiïsk (16 mars 2000 - 19 mars 2000) |                         |                    |                  |                  |
| Date                                             | Épreuve                 | Vainqueur          | Seconde          | Troisième        |
| 16/03/2000                                       | Sprint (7,5 km)         | Olena Zubrilova    | Olga Medvedtseva | Martina Beck     |
| 18/03/2000                                       | Poursuite (10 km)       | Magdalena Forsberg | Corinne Niogret  | Olga Medvedtseva |
| 19/03/2000                                       | Départ Groupé (12,5 km) | Andrea Henkel      | Olena Zubrilova  | Olena Petrova    |

### Hommes
| 1. Hochfilzen (2 décembre 1999 - 5 décembre 1999) |                     |                                                                               |                                                                             |                                                                  |
| Date                                              | Épreuve             | Vainqueur                                                                     | Seconde                                                                     | Troisième                                                        |
| 2/12/1999                                         | Individuel (20 km)  | Ole Einar Bjørndalen                                                          | Ruslan Lysenko                                                              | Frank Luck                                                       |
| 4/12/1999                                         | Poursuite (12,5 km) | Ole Einar Bjørndalen                                                          | Frank Luck                                                                  | Sven Fischer                                                     |
| 5/12/1999                                         | Relais (4 × 7,5 km) | Autriche- Wolfgang Perner - Ludwig Gredler - Günther Beck - Wolfgang Rottmann | Norvège- Egil Gjelland - Frode Andresen - Dag Bjørndalen - Halvard Hanevold | Allemagne- Ricco Groß - Frank Luck - Peter Sendel - Sven Fischer |

| 2. Pokljuka (8 décembre 1999 - 12 décembre 1999) |                     |                                                                                   |                                                                                    |                                                                       |
| Date                                             | Épreuve             | Vainqueur                                                                         | Seconde                                                                            | Troisième                                                             |
| 8/12/1999                                        | Sprint (10 km)      | Frode Andresen                                                                    | Pavel Rostovtsev                                                                   | Ole Einar Bjørndalen                                                  |
| 10/12/1999                                       | Poursuite (12,5 km) | Frode Andresen                                                                    | Peter Sendel                                                                       | Vyacheslav Derkach                                                    |
| 11/12/1999                                       | Relais (4 × 7,5 km) | Norvège- Egil Gjelland - Frode Andresen - Halvard Hanevold - Ole Einar Bjørndalen | Russie- Sergei Rojkov - Viatcheslav Kounaev - Vladimir Dratchev - Pavel Rostovtsev | Allemagne- Frank Luck - Peter Sendel - Carsten Heymann - Sven Fischer |

| 3. Brezno-Osrblie → Pokljuka (15 décembre 1999 - 19 décembre 1999) |                       |                   |                  |              |
| Date                                                               | Épreuve               | Vainqueur         | Seconde          | Troisième    |
| 15/12/1999                                                         | Individuel (20 km)    | Raphaël Poirée    | Vadim Sachourine | Frank Luck   |
| 17/12/1999                                                         | Sprint (10 km)        | Frode Andresen    | Sven Fischer     | Frank Luck   |
| 19/12/1999                                                         | Départ Groupé (15 km) | Vladimir Dratchev | Vadim Sachourine | Sven Fischer |

| 4. Oberhof (5 janvier 2000 - 9 janvier 2000) |                     |                                                                                   |                                                                  |                                                                     |
| Date                                         | Épreuve             | Vainqueur                                                                         | Seconde                                                          | Troisième                                                           |
| 6/01/2000                                    | Sprint (10 km)      | Ole Einar Bjørndalen                                                              | Frank Luck                                                       | Raphaël Poirée                                                      |
| 7/01/2000                                    | Poursuite (12,5 km) | Ole Einar Bjørndalen                                                              | Peter Sendel                                                     | Zdeněk Vítek                                                        |
| 9/01/2000                                    | Relais (4 × 7,5 km) | Norvège- Egil Gjelland - Halvard Hanevold - Dag Bjørndalen - Ole Einar Bjørndalen | Allemagne- Frank Luck - Sven Fischer - Ricco Groß - Peter Sendel | Tchéquie- Iván Masařík - Roman Dostál - Marian Málek - Zdeněk Vítek |

| 5. Ruhpolding (12 janvier 2000 - 16 janvier 2000) |                       |                                                                  |                                                                                   |                                                                                 |
| Date                                              | Épreuve               | Vainqueur                                                        | Seconde                                                                           | Troisième                                                                       |
| 12/01/2000                                        | Départ Groupé (15 km) | Ricco Groß                                                       | Raphaël Poirée                                                                    | Sven Fischer                                                                    |
| 13/01/2000                                        | Relais (4 × 7,5 km)   | Allemagne- Frank Luck - Sven Fischer - Peter Sendel - Ricco Groß | Norvège- Egil Gjelland - Halvard Hanevold - Dag Bjørndalen - Ole Einar Bjørndalen | Russie- Viktor Maïgourov - Sergei Rojkov - Vladimir Dratchev - Pavel Rostovtsev |
| 15/01/2000                                        | Sprint (10 km)        | Ricco Groß                                                       | Vadim Sachourine                                                                  | Raphaël Poirée                                                                  |
| 16/01/2000                                        | Poursuite (12,5 km)   | Halvard Hanevold                                                 | Ole Einar Bjørndalen                                                              | Raphaël Poirée                                                                  |

| 6. Antholz Anterselva (20 janvier 2000 - 23 janvier 2000) |                     |                                                                                 |                                                                    |                                                                                 |
| Date                                                      | Épreuve             | Vainqueur                                                                       | Seconde                                                            | Troisième                                                                       |
| 20/01/2000                                                | Sprint (10 km)      | Raphaël Poirée                                                                  | Ole Einar Bjørndalen                                               | Frode Andresen                                                                  |
| 22/01/2000                                                | Poursuite (12,5 km) | Ole Einar Bjørndalen                                                            | Frode Andresen                                                     | Raphaël Poirée                                                                  |
| 23/01/2000                                                | Relais (4 × 7,5 km) | Russie- Viktor Maïgourov - Sergei Rojkov - Pavel Rostovtsev - Vladimir Dratchev | Allemagne- Frank Luck - Alexander Wolf - Ricco Groß - Sven Fischer | Norvège- Halvard Hanevold - Egil Gjelland - Sylfest Glimsdal - Stig-Are Eriksen |

| 7. Östersund (11 février 2000 - 13 février 2000) |                     |                |                   |                      |
| Date                                             | Épreuve             | Vainqueur      | Seconde           | Troisième            |
| 11/02/2000                                       | Sprint (10 km)      | Frode Andresen | Wolfgang Rottmann | Ole Einar Bjørndalen |
| 13/02/2000                                       | Poursuite (12,5 km) | Frode Andresen | Pavel Rostovtsev  | Ricco Groß           |

|                                                                                    |                       | | | |
| Championnats du monde 2000 à Oslo Holmenkollen (19 février 2000 - 27 février 2000) |                       | | | |
| Date                                                                               | Épreuve               | Vainqueur | Seconde | Troisième |
| 19/2/2000                                                                          | Sprint (10 km)        | Frode Andresen | Pavel Rostovtsev | René Cattarinussi |
| 20/2/2000                                                                          | Poursuite (12,5 km)   | Frank Luck | Pavel Rostovtsev | Raphaël Poirée |
| 23/2/2000                                                                          | Individuel (20 km)    | Wolfgang Rottmann | Ludwig Gredler | Frank Luck |
| 26/2/2000                                                                          | Départ Groupé (15 km) | Raphaël Poirée | Pavel Rostovtsev | Ole Einar Bjørndalen |
| 27/2/2000                                                                          | Relais (4 × 7,5 km)   | Annulé (épreuve interrompue en raison de mauvaises conditions météorologiques, brouillard) Reprogrammé le 11 mars 2000 à Lahtl (Finlande) | Annulé (épreuve interrompue en raison de mauvaises conditions météorologiques, brouillard) Reprogrammé le 11 mars 2000 à Lahtl (Finlande) | Annulé (épreuve interrompue en raison de mauvaises conditions météorologiques, brouillard) Reprogrammé le 11 mars 2000 à Lahtl (Finlande) |
|                                                                                    |                       | | | |

| 8. Lahti (9 mars 2000 - 12 mars 2000) |                     |                  |                 |                |
| Date                                  | Épreuve             | Vainqueur        | Seconde         | Troisième      |
| 9/03/2000                             | Individuel (20 km)  | Halvard Hanevold | Carsten Heymann | Sven Fischer   |
| 12/03/2000                            | Poursuite (12,5 km) | Sven Fischer     | Peter Sendel    | Frode Andresen |

|                                                  |                     |                                                                                 |                                                                                   |                                                                  |
| Championnat du monde 2000 à Lahti (11 mars 2000) |                     |                                                                                 |                                                                                   |                                                                  |
| Date                                             | Épreuve             | Vainqueur                                                                       | Seconde                                                                           | Troisième                                                        |
| 11/3/2000                                        | Relais (4 × 7,5 km) | Russie- Viktor Maïgourov - Sergei Rojkov - Vladimir Dratchev - Pavel Rostovtsev | Norvège- Egil Gjelland - Frode Andresen - Halvard Hanevold - Ole Einar Bjørndalen | Allemagne- Frank Luck - Peter Sendel - Sven Fischer - Ricco Groß |
|                                                  |                     |                                                                                 |                                                                                   |                                                                  |

| 9. Khanty-Mansiïsk (16 mars 2000 - 19 mars 2000) |                       |                   |                  |                |
| Date                                             | Épreuve               | Vainqueur         | Seconde          | Troisième      |
| 17/03/2000                                       | Sprint (10 km)        | Vadim Sachourine  | Devis Da Canal   | Sven Fischer   |
| 18/03/2000                                       | Poursuite (12,5 km)   | Sven Fischer      | Raphaël Poirée   | Sergei Rojkov  |
| 19/03/2000                                       | Départ Groupé (15 km) | René Cattarinussi | Pavel Rostovtsev | Frode Andresen |